# Страшимирово
Страшимирово (болг. Страшимирово) — село в Болгарии. Находится в Варненской области, входит в общину Белослав. Население составляет 908 человек.
Прежнее название — Голям Алдан. Названо Страшимирово в честь болгарского писателя-демократа Антона Страшимирова (1872-1937).

## Политическая ситуация
В местном кметстве Страшимирово, в состав которого входит Страшимирово, должность кмета (старосты) исполняет Станчо Стоянов Венков (коалиция в составе 2 партий: Национальное движение «Симеон Второй» (НДСВ), Союз демократических сил (СДС)) по результатам выборов правления кметства.
Кмет (мэр) общины Белослав — Емил Величков Дичев (независимый) по результатам выборов в правление общины.

## Ссылки

Страшимирово на карте побережья Варненского озера.